# Тхор Григорій Іларіонович
Григо́рій Іларіо́нович Тхор (28 вересня 1903 — січень 1943) — радянський воєначальник, генерал-майор авіації (1940), учасник Громадянської війни в Іспанії та німецько-радянської війни. У вересні 1941 року потрапив у полон, розстріляний у концтаборі.

## Біографія
Григорій Тхор народився 28 вересня 1903 року у селі Підлипне (зараз — Конотопська міська рада, Сумська область) у сім'ї селян. Українець. Після закінчення п'ятикласної школи працював в батьківському господарстві. У 1923 році добровільно вступив у Червону армію, у 1924 році закінчив піхотну школу, після чого командував різними стрілецькими підрозділами. У 1931 році закінчив школу пілотів-спостерігачів, у 1935 році — школу пілотів. Командував ланкою, ескадрилью, у 1937 році був призначений командиром бригади 64-ї важкої бомбардувальної авіаційної дивізії.
Протягом року добровольцем воював на боці «республіканців» під час Громадянської війни в Іспанії. 4 серпня 1939 року отримав звання комбрига. Після повернення обійняв посаду заступника командира повітряними силами Забайкальського військового округу. У 1940 році призначений командиром важкої авіаційної бригади Сибірського військового округу. 4 червня 1940 року присвоєно звання генерал-майора авіації.
У травні 1941 року закінчив Виші Академічні курси при Військовій академії Генштабу, після чого обіймав посаду заступника командира 62-ї важкої авіаційної дивізії Київського особливого військового округу. Дивізія брала участь в прикордонних боях з нацистськими військами в Київській захисній операції. У бою під час виходу з оточення 23 вересня 1941 року поранений та взятий в полон у р-ні с. Загребелля Пирятинського р-ну. Спочатку Тхора утримували в концентраційному таборі Хаммельбург. Під час перебування у таборі разом з іншими генералами проводів активну антинацистську агітацію, за що і був переведений у Нюрнбергську в'язницю. У січні 1943 року був розстріляний.

## Нагороди
Нагороджений Медаллю «Золота зірка», двома орденами Леніна (1939, 1991), трьома орденами Червоного Прапору (1937, 1937, 1938), орденом «Знак Пошани» (1936).
Наказом Президента СРСР Михаїла Горбачева від 26 червня 1991 року за «мужність і героїзм», генерал-майор авіації Григорію Іларіоновичу Тхору посмертно присвоєно звання Героя Радянського Союзу за номером 11657.

## Вшанування
З 12 березня 1959 року ім'я Григорія Тхора навічно зараховано в списки 1-ї ескадрильї 815-го важкого бомбардувального авіаційного полку.
На честь Григорія Тхора названа вулиця в місті Конотоп Сумської області — вулиця Генерала Тхора.